# Relações entre Grécia e Suécia
As Relações entre Grécia e Suécia, são as relações comerciais, diplomáticas e culturais entre a Grécia e a Suécia. O primeiro contacto entre as duas populações pode ser traçado até ao séc. XI. Ambos os países estabeleceram relações em 1852. A Suécia tem uma embaixada em Atenas e oito consulados honorários; em Salonica, Rodes, Pireu, Patras, Cós, Corfu, Heraclião e Chania. A Grécia tem uma embaixada em Estocolmo e mantém dois consulados geral honorário na Suécia, nas cidades de Malmo e Gotemburgo. Ambos os países são membros da Organização para a Cooperação e Desenvolvimento Económico, da Organização para a Segurança e Cooperação na Europa, e da União Europeia.

## Lista de tratados e de acordos bilaterais

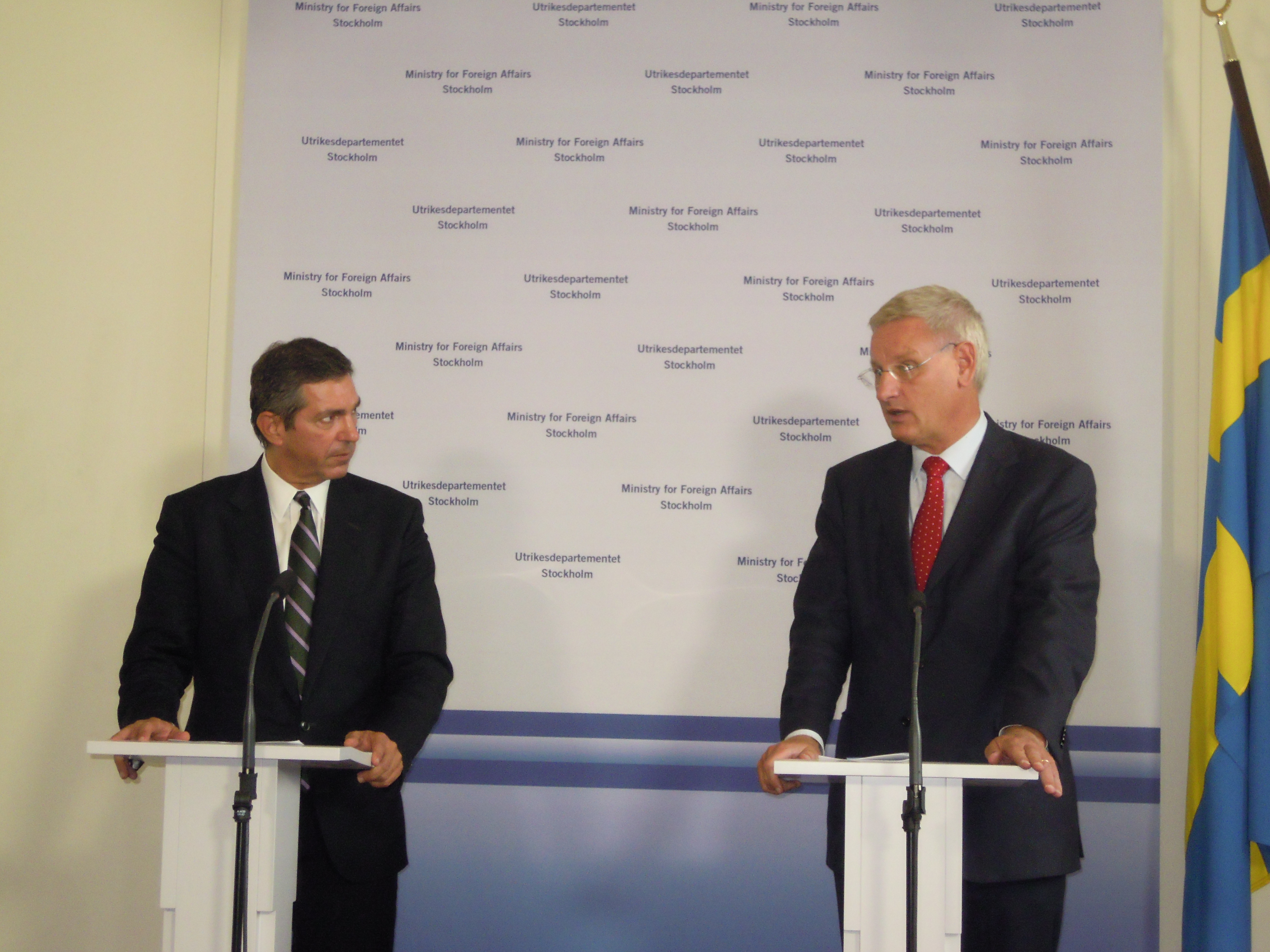
Ministro dos Negócios Estrangeiros da Grécia, Stavros Lambrinidis (esquerda) e o Ministro dos Negócios Estrangeiros Carl Bildt (direita)

- Tratado em Trocas e Embarques (1852)
- Acordos e Notas Diplomáticas têm sido assinados desde 1929
- Evasão da Dupla Taxação da renda ou do capital (1961)
- Segurança Social (1984)
- Cooperação Defensiva (1999)

## Lista de visitas bilaterais recentes
- 27 de Junho de 2006: visita do Primeiro Ministro da Grécia Kostas Karamanlis a Estocolmo
- 24 de Outubro de 2007: visita do Ministro dos Negócios Estrangeiros Carl Bildt a Atenas
- 20-22 de Maio de 2008: Visita estadual do Presidente da Grécia Károlos Papúlias.

## Ver Também
- Gregos na Suécia